# Megalosauridae
Megalosauridae là một họ gồm các khủng long theropoda thuộc nhóm Tetanurae. Chúng có kích thước đa dạng, hàm có răng sắc và ba ngón trên chi trước. Vài thành viên của họ là Megalosaurus, Eustreptospondylus, Streptospondylus và Torvosaurus. Megalosauridae xuất hiện lần đầu vào giữa kỷ Jura và bị thay thế bởi các theropoda khác vào cuối kỷ; hóa thạch của chúng được tìm thấy ở châu Âu, Bắc Mỹ, Nam Mỹ và châu Phi. Hầu hết các nhà nghiên cứu (Sereno 2005, Olshevsky 1995, Holtz 2004, etc.) xem chúng là họ hàng gần của Spinosauridae.

## Phân loại
Như chi Megalosaurus, họ Megalosauridae, được đặt ra bởi Huxley năm 1869, từng được dùng như một nhóm 'thùng rác', vì tất cả các chi dù không liên quan đều bị dồn vào đây (như Dryptosaurus, Ceratosaurus, Indosaurus, hay thậm chí Velociraptor). Vì được sử dụng như một nhóm đa ngành, vài nhà khoa học, như Paul Sereno, loại bỏ tên Megalosauridae và thay vào là Torvosauridae (đặt ra bởi Jensen năm 1985), dù sự thật là Megalosauridae được ưu tiên theo luật của ICZN quản lý việc đặt tên các họ động vật.
Cây phát sinh loài của Benson et al. (2010).
|  | Eustreptospondylus                                               |
|  |                                                                  |
|  | \| \| Magnosaurus \| \| \| \| \| \| Streptospondylus \| \| \| \| |
|  |                                                                  |
|  | Magnosaurus                                                      |
|  |                                                                  |
|  | Streptospondylus                                                 |
|  |                                                                  |

|  | Magnosaurus      |
|  |                  |
|  | Streptospondylus |
|  |                  |

|  | Afrovenator      |
|  |                  |
|  | Dubreuillosaurus |
|  |                  |

|  | Megalosaurus |
|  |              |
|  | Torvosaurus  |
|  |              |

|  | Afrovenator      |
|  |                  |
|  | Dubreuillosaurus |
|  |                  |

|  | Megalosaurus |
|  |              |
|  | Torvosaurus  |
|  |              |

|  | Eustreptospondylus                                               |
|  |                                                                  |
|  | \| \| Magnosaurus \| \| \| \| \| \| Streptospondylus \| \| \| \| |
|  |                                                                  |
|  | Magnosaurus                                                      |
|  |                                                                  |
|  | Streptospondylus                                                 |
|  |                                                                  |

|  | Magnosaurus      |
|  |                  |
|  | Streptospondylus |
|  |                  |

|  | Afrovenator      |
|  |                  |
|  | Dubreuillosaurus |
|  |                  |

|  | Megalosaurus |
|  |              |
|  | Torvosaurus  |
|  |              |

|  | Afrovenator      |
|  |                  |
|  | Dubreuillosaurus |
|  |                  |

|  | Megalosaurus |
|  |              |
|  | Torvosaurus  |
|  |              |